# Timana griscescens
Timana griscescens là một loài bướm đêm trong họ Geometridae.